# أليسون جيل
أليسون جيل (بالإنجليزية: Alison Gill)‏ هي مجدفة بريطانية، ولدت في 23 أغسطس 1966 في برستل في المملكة المتحدة.

## وصلات خارجية
- أليسون جيل على موقع الاتحاد الدولي للتجديف (الإنجليزية)
- أليسون جيل على موقع اللجنة الأولمبية الدولية (الإنجليزية)
- أليسون جيل على موقع أوليمبيديا (الإنجليزية)
- أليسون جيل على موقع اللجنة الأولمبية البريطانية (الإنجليزية)